# Jenő Kalmár
Jenő Kalmár (Mocsolád, 21 marzo 1908 – Malaga, 13 gennaio 1990) è stato un allenatore di calcio e calciatore ungherese, di ruolo attaccante.

## Caratteristiche tecniche

### Giocatore
Giocò sia nel ruolo di centravanti che in quello di centromediano. Elegante e versatile, molto abile tatticamente, era dotato di un potente tiro da lontano.

## Carriera

### Giocatore
Cominciò la carriera nel MTK HUngaria sul finire degli anni venti, vincendo un campionato ungherese nel 1929. In quell'annata fu anche capocannoniere della sua squadra, con 19 centri. La sua carriera fu però tormentata sin dall'inizio da una serie di infortuni, fra cui la rottura di una gamba nell'autunno del 1929. Riuscì comunque a riprendersi e tornò al successo nel 1932, con la vittoria della Coppa di Ungheria.
Si trasferì poi in Francia, a Roubaix, dapprima in massima serie serie con l'Excelsior (con cui raggiunse anche la quinta posizione in campionato) e, dopo tre anni, in cadetteria con Racing Club. Ottenuta la promozione al primo tentativo, Kalmár tornò subito nella seconda serie per giocare con lo Stade Reims prima di tornare in patria a finire la carriera.
Da giocatore ha collezionato 15 presenze e 4 gol con la nazionale del suo paese tra il 1928 ed il 1932.

### Allenatore
Durante gli anni della guerra fu allenatore-giocatore del Kistext, la piccola squadra di un'azienda tessile con sede a Budapest nel quartiere Kispest. Nel frattempo fece parte dello staff della Nazionale ungherese. Nel 1947 passò ad allenare lo Csepel, che condusse nel 1948 alla vittoria del campionato. Dopo pochi anni fu chiamato alla guida dell'Honved, la fortissima squadra dell'esercito, che dominava il campionato ungherese grazie a giocatori quali Ferenc Puskás, Sándor Kocsis e Zoltán Czibor. Vi rimase per quattro anni, vincendo il titolo per tre volte.
La rivoluzione ungherese del 1956 dissolse quella grande squadra: quando scoppiò la rivolta l'Honved era all'estero per giocare una partita di Coppa dei Campioni contro l'Athletic Bilbao e decise di non rientrare in patria. I giocatori furono dapprima squalificati e poi si dispersero in varie squadre europee, mentre Kalmár si rifugiò subito a Vienna ed allenò per due anni squadre locali. Nel 1958 si trasferì in Spagna, come già avevano fatto molti suoi ex giocatori dell'Honved, e mise radici nella penisola iberica, dove allenò varie squadre tra massima serie e seconda divisione. I maggiori successi li ottenne col Granada, porto in finale di Copa del Generalísimo (miglior risultato nella storia del club), persa però per 4-1 contro il Barcellona. In occasione di una delle poche esperienze fuori dalla Spagna ebbe modo di vincere il suo ultimo titolo, un campionato israeliano conquistato con l'Hapoel Tel Aviv nel 1960.

## Palmarès

### Giocatore
- Campionato ungherese: 1

MTK Budapest: 1928-1929
- Coppa d'Ungheria: 1

MTK Budapest: 1931-1932
- Coppa di Francia: 1

Excelsior Roubaix: 1933

### Allenatore
- Campionato ungherese: 4

Csepel: 1947-1948
Honved: 1952, 1954, 1955
- Campionato austriaco: 1

Wiener-Sportclub: 1957-1958
- Coppa d'Israele: 1

Hapoel Tel Aviv: 1960-1961